# Mariënheem
Mariënheem is een dorp in de Sallandse gemeente Raalte, in de Nederlandse provincie Overijssel. Het dorp telt 1.505 inwoners. Mariënheem ligt aan de rijksweg N35, op ongeveer drie kilometer oostwaarts van de plaats Raalte. Het dorp heeft een levendige Piraten Scene.
In Mariënheem wordt jaarlijks een dorpsfeest gehouden, genaamd het Midzomerfeest.
De Schildersclub Mariënheem heeft in 2007 op de 4 x 45 meter grote buitenwand van een boerenschuur aan de Wissinksweg een panoramische impressie van de streek aangebracht; Panorama Salland.
Stichting Jeugdkamp Mariënheem organiseert een jaarlijks terugkerend Jeugdkamp.
In Mariënheem wordt ook jaarlijks het carnaval gevierd. De carnavalsvereniging heet de Assendorper Zotten, die sinds 1967 bestaat.

## Geschiedenis
Het ontstaan van Mariënheem als dorp was aanvankelijk niet zo gepland. Het dorp is er namelijk gekomen dankzij de bouw van de R.K. kerk de O.L.V. ten Hemelopneming in 1937/1938. Hierna volgden een R.K. basisschool en kwamen er meer bewoners naar het gebied. Zo kwam er o.a. een smid, een kruidenier, enzovoort. Aanvankelijk waren geestelijken van de naburige plaatsen niet zo blij met de stichting van de parochie te Mariënheem. Deze zou immers parochianen van hen overnemen. De kerk is een driebeukige pseudobasiliek met een ingangsportaal onder een zadeldak. Nabij de kerk staan een openluchtkapel uit circa 1937 en een laat-19de-eeuws beeld van Maria met Kind.